# Maastricht-Zuidwest
Maastricht-Zuidwest, ook wel Buitenwijk Zuidwest of Wijk 01 (CBS-code:093501), is volgens de indeling van het Centraal Bureau voor de Statistiek een van de zeven wijken van de Nederlandse stad en gemeente Maastricht. Maastricht-Zuidwest heeft een oppervlakte van circa 915 hectare en telt bijna 9000 inwoners. De wijk bestaat uit zes buurten. De vele natuur- en recreatiegebieden in de wijk, met name in het deelgebied Sint Pieter, trekken bezoekers van binnen en buiten de stad.

## Ligging en indeling
Maastricht-Zuidwest omvat het zuidwestelijk deel van de gemeente Maastricht. De wijk ligt op de westelijke oever van de rivier de Maas en wordt tevens doorsneden door het riviertje de Jeker. Een groot deel van de wijk ligt op de hellingen van de Louwberg en de Sint-Pietersberg, een uitloper van het Plateau van Caestert. De Maas vormt de oostelijke begrenzing van de wijk. De zuidwestgrens valt samen met de gemeentelijke grens, tevens de rijksgrens. Deze heeft een vrij grillig verloop, maar volgt op enige afstand het tracé van het Albertkanaal, waardoor de dorpen Kanne en Klein-Ternaaien tussen de grens en het kanaal op Belgisch grondgebied liggen. De noordwest- en noordgrens van de wijk wordt gevormd door de provinciale weg 278 (Tongerseweg, Prins Bisschopsingel en John F. Kennedybrug).
Van de zeven wijken van Maastricht (met in totaal 44 buurten) grenzen er drie (zes buurten) aan Maastricht-Zuidwest. Van zuidwest naar zuidoost zijn dat kloksgewijs: Maastricht-West (buurten: Daalhof en Mariaberg), Maastricht-Centrum (Jekerkwartier en Wyck) en Maastricht-Zuidoost (Randwyck en Heugem). Verder grenst de wijk aan de Belgische gemeenten Riemst en Wezet (Visé).
De wijk telt officieel zes buurten: Villapark, Jekerdal, Biesland, Campagne, Wolder en Sint Pieter. Qua oppervlakte is Jekerdal de kleinste buurt (31 ha). Sint Pieter is met 633 ha (voornamelijk natuurgebieden) niet alleen de grootste buurt van Zuidwest, maar van heel Maastricht. Sint Pieter is tevens de buurt met het minste aantal inwoners, slechts 150. Villapark heeft de meeste inwoners (ruim 3000). Hierbij moet worden aangetekend dat het historische dorp Sint Pieter niet bij de wijk Sint Pieter is ingedeeld, maar bij Villapark. Een deel van het historische Villapark is op zijn beurt ingedeeld bij de buurt Jekerkwartier in de wijk Centrum.

## Geschiedenis
De geschiedenis van Maastricht-Zuidwest is die van de afzonderlijke dorpen, buurtschappen, kastelen en boerderijen die vanouds in dit gebied lagen. Wolder en Sint Pieter zijn oude kerkdorpen, waarvan de geschiedenis vele eeuwen teruggaat. Sint Pieter werd voor het eerst genoemd in 1045. Beide dorpen bezaten middeleeuwse kerken, die echter in de 19e eeuw (of eerder) vervangen zijn. Biesland was een buurtschap met slechts enkele verspreide boerderijen. Rondom de dorpen lagen land- en tuinbouwgebieden en bossen. Het gebied heeft in de loop der eeuwen zwaar te lijden gehad van de vele belegeringen van de vestingstad Maastricht.
Wolder heeft mogelijk een Romeinse oorsprong. De naam Wolder, ook wel Wilre of Wijlre, is afgeleid van het Latijnse villare, wat villa of landgoed betekent. In de omgeving zijn restanten van de Romeinse villa Maastricht-Louwberg teruggevonden. In de middeleeuwen was Wolder het voornaamste dorp van de Vroenhof, een heerlijkheid die was voortgekomen uit koninklijk goed en bestuurd werd vanuit de Hof van Lenculen aan de Tongersestraat. Van de parochiekerk uit omstreeks 1000 had de landcommandeur van Alden Biesen sinds 1225 het patronaatsrecht. Na het beleg van 1632 viel de Vroenhof onder Staats bestuur. Als gevolg daarvan werd de kerk een simultaankerk, wat pas in 1678 werd ingevoerd. In de 19e eeuw ontstond er een tegenstelling tussen de "groenen" (de boeren) en de "blauwen" (de fabrieksarbeiders en dagloners), een tegenstelling die tot op heden zichtbaar is in het verenigingsleven.
In het gebied ten zuiden van Maastricht lagen diverse kastelen en adellijke huizen. Het oudste daarvan is waarschijnlijk de kasteelruïne Lichtenberg op de Sint Pietersberg, waarvan delen mogelijk duizend jaar oud zijn. Het kasteel werd door de Luikse prins-bisschop Hugo II van Pierrepont versterkt in 1212, aan het begin van de Luiks-Brabantse oorlogen. Sint Pieter was toen al een Luikse heerlijkheid, waarvan de noordelijke uitloper aanvankelijk binnen het ommuurde stadsgebied van Maastricht lag. Over die grens was regelmatig onenigheid tussen de bisschop van Luik en het Maastrichtse stadsbestuur. Sint Pieter telde circa 500 inwoners en bezat een munthuis, een gerechtsgebouw, een gasthuis en diverse ambachten. Mogelijk was de dorpskern, die nabij de huidige Blekerij lag, in de 15e eeuw versterkt.
Een deel van Maastricht-Zuidwest lag binnen het schootsveld van de vesting Maastricht. Rondom de tweede middeleeuwse stadsmuur uit de 14e eeuw had zich vanaf de 16e eeuw een ring van buitenwerken gevormd, waar geen permanente bouwwerken mochten worden opgericht. Een deel van het dorp Sint Pieter lag in dit gebied en werd dan ook regelmatig met de grond gelijk gemaakt. Dat gebeurde ook met het buitenhuis La Motterie, genoemd naar Claude van Lannoy (ca. 1578-1643), militair gouverneur van Maastricht. Het laaggelegen gebied De Kommen in de Jekerdelta was met dammen en sluizen  ingericht als inundatiegebied, dat bij dreigend gevaar snel onder water gezet kon worden. In 1702 kwam het Fort Sint Pieter gereed, dat de verdediging aan deze zijde moest verbeteren. In 1845-1850 werd parallel aan de Maas het Kanaal Luik-Maastricht gegraven, vanaf 1847 op Nederlands gebied. Pas na de opheffing van de vesting op 29 mei 1867 veranderde het aanzicht van dit gebied radicaal. De vestingwerken werden in snel tempo ontmanteld. Rondom de middeleeuwse stad werden singels aangelegd, waarvan het zuidelijk deel de naam Prins Bisschopsingel kreeg. Een deel van de vrijgekomen vestingterreinen werd voor industrie en volkswoningbouw gereserveerd. Aan de zuidzijde verrees na 1887 op terrein van de gemeente Sint Pieter een ruim opgezette woonwijk voor welgestelden naar ontwerp van W.J. Brender à Brandis, het Villapark. Deze wijk, aanvankelijk Willemspark genoemd, was de eerste uitbreiding buiten de stadsmuur.
De huidige wijk Maastricht-Zuidwest was tot 1920 geen onderdeel van de toen nog zeer krap bemeten gemeente Maastricht. Door de annexatie op 1 januari 1920 nam de stad fors in oppervlakte toe, van 448 tot 3301 ha. Dat betrof met name het gehele gebied ten westen van de Maas binnen de landsgrenzen, waar de gemeenten Sint Pieter en Oud-Vroenhoven geannexeerd werden. Zowel Wolder als Sint Pieter behielden ook na 1920 hun agrarische karakter. In het geval van Wolder veranderde dat in de jaren 1970, enerzijds door oprukkende nieuwbouwwijken in de omgeving (Biesland-Campagne en Daalhof), anderzijds door woningbouw in en rond de eigen dorpskern. Sint Pieter heeft het landelijke karakter tot de dag van vandaag weten te behouden, dit ondanks het feit dat een groot deel van de Sint-Pietersberg achter het dorp vanaf 1926 is afgegraven door de ENCI ten behoeve van de cementindustrie.
In de jaren na de Tweede Wereldoorlog overheerste ook in Maastricht het "vooruitgangsdenken", dat vooral in termen van  economische groei, volkshuisvesting en verkeersdoorstroming werd geformuleerd. Het gereedkomen van de John F. Kennedybrug in 1968 met het daarop aansluitende deel van de Ring Maastricht en, iets later, de Maasboulevard, was een vooruitgang uit verkeerstechnisch oogpunt, maar betekende tevens de definitieve verdwijning van alweer een deel van het Stadspark Maastricht en de aantasting van het Villapark. De bouw van eentonige nieuwbouwwijken, zoals in delen van Maastricht-West en Oost, ging grotendeels aan Zuidwest voorbij. Het van nature geaccidenteerde terrein en de aanwezigheid van draagkrachtige huizenkopers leidde in dit gebied tot de bouw van kwalitatief betere huizen en meer variatie. In de jaren 1950 bestonden plannen om de hellingen van de heuvels geheel te bebouwen (onder andere ten behoeve van de gewenste universiteit), maar deze plannen zijn slechts ten dele uitgevoerd. De buurten Biesland en Campagne uit de jaren 1960 leunen tegen de noordwestelijke helling van het Jekerdal aan, maar bewaren door een tussenliggend droogdal toch een zekere afstand.

## Architectuur en stedenbouw

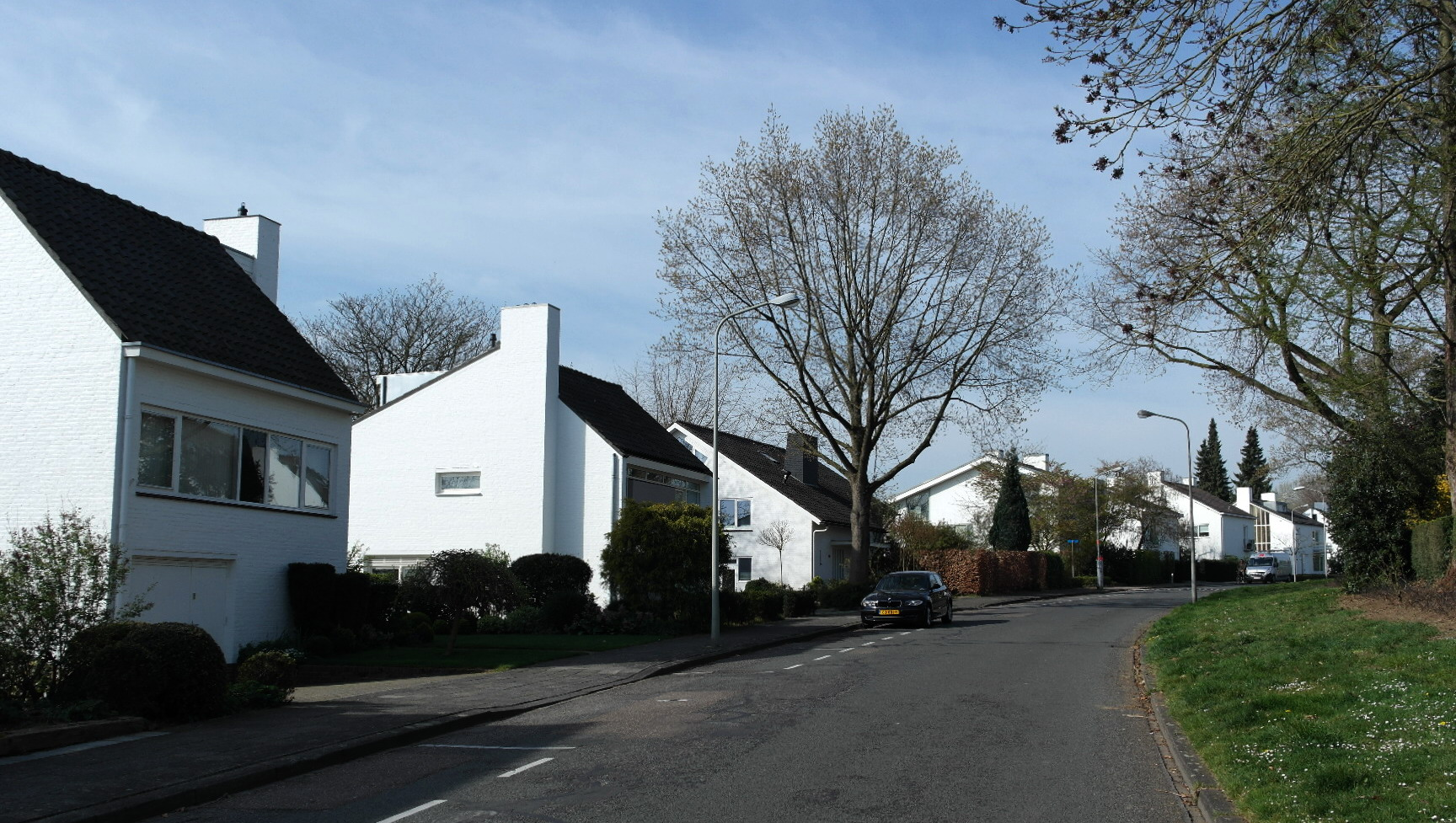
Typische straat in Biesland

Maastricht-Zuidwest is een gevarieerde wijk met enerzijds een aantal voor Nederland unieke natuurgebieden en anderzijds een bont palet van monumentale gebouwen, oude dorpskernen en buurtschappen, en oude en nieuwe woonwijken. Hoewel hier en daar langs de Tongerseweg en de Prins Bisschopsingel grootschalige woon- en kantoorgebouwen te vinden zijn, ontbreekt echte hoogbouw en domineert vrijwel overal laagbouw in het groen. Een bloeiend klein winkelcentrum van zelfstandige ondernemers bevindt zich aan de Glacisweg op Sint Pieter. In de directe omgeving bevinden zich kleinschalige hotels, meerdere restaurants en cafés, en uitspanningen op de Sint-Pietersberg. Wolder heeft tegenwoordig nauwelijks nog eigen voorzieningen. Dat geldt ook voor Biesland, met uitzondering van een winkelcluster aan de Tongerseweg. Biesland kan ook nog bogen op 'Athos Eet-Maakt-Doet' (kortweg: 'Athos'), een restaurant en werkgemeenschap aan de Athoslaan, gedreven door medewerkers met een grote afstand tot de arbeidsmarkt. Campagne heeft geen enkele voorziening. Door het hoge percentage 65-plussers in al deze wijken zijn er relatief veel voorzieningen voor deze groep.
De wijk telt 80 rijksmonumenten (bestaande uit 84 objecten) en 247 gemeentelijke monumenten (444 objecten). Van de historische kastelen, landhuizen, boerderijen en watermolens in Zuidwest kunnen genoemd worden: het terrassenkasteel Neercanne, de Apostelhoeve, Hoeve Nekum en de molens van Lombok, Dollaert en Nekum in het Jekerdal; de Kasteelruïne Lichtenberg, de Zonnehoeve en het buitengoed Slavante op de Sint-Pietersberg; en het Huis de Torentjes en diverse monumentale boerderijen en tuinderswoningen in het dorp Sint Pieter. Monumentale villa's zijn in de hele wijk te vinden, maar vooral in het Villapark. De bouwstijl is meestal eclectisch. Van de religieuze bouwwerken kunnen genoemd worden: de neogotische bakstenen kerk van Wolder en die van Sint-Pieter boven; de mergelstenen kerken van Sint-Pieter beneden en Sint-Theresia; en de kapellen van Sint-Lambertus, Sint-Antonius en Sint-Rochus. De belangrijkste militaire bouwwerken zijn het Waldeckbastion en de graftombe van generaal Des Tombe, beide in het Waldeckpark, het Fort Sint Pieter en het voormalige NAVO-hoofdkwartier Cannerberg.
Kastelen, watermolen

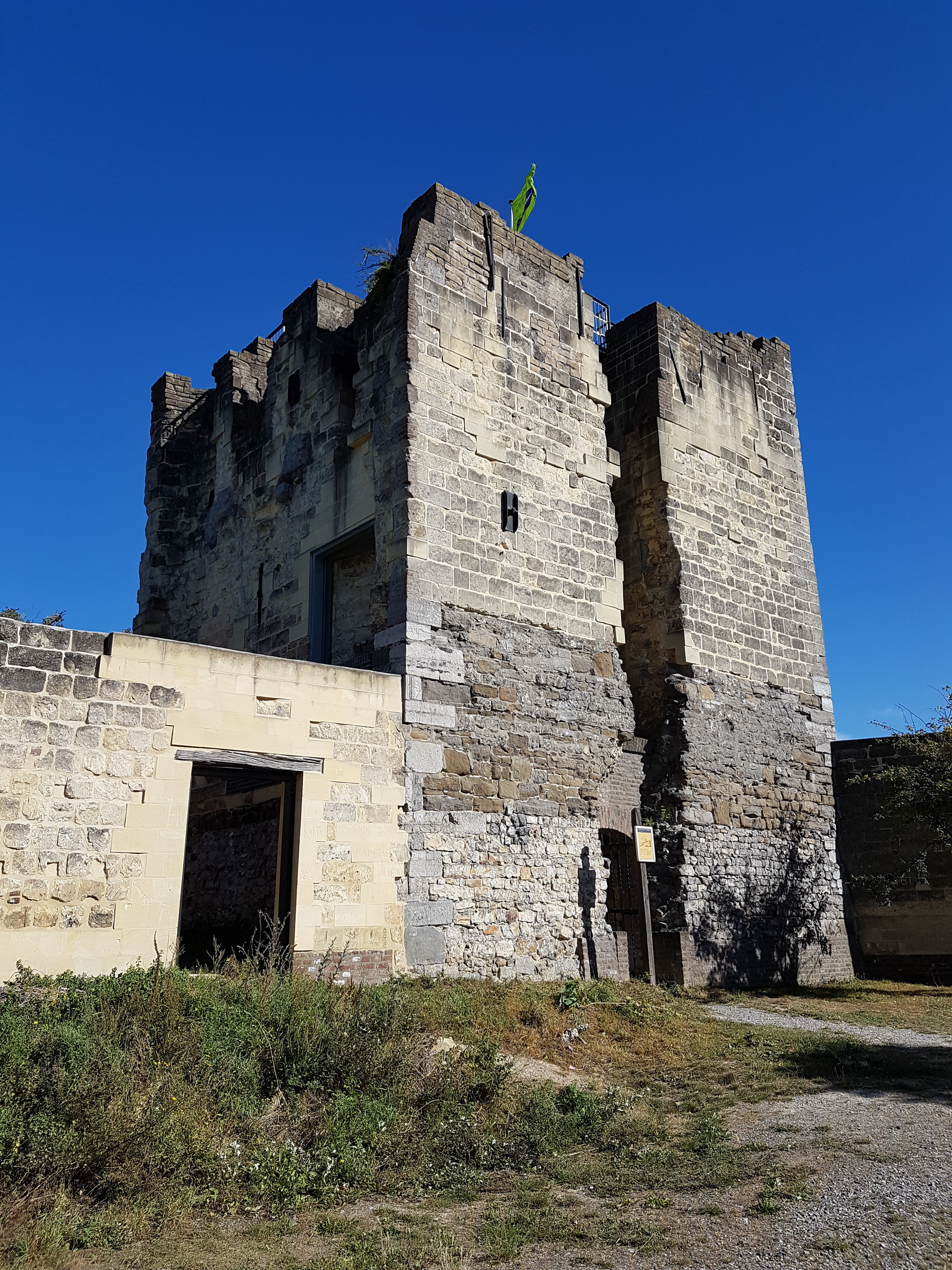
Kasteelruïne Lichtenberg
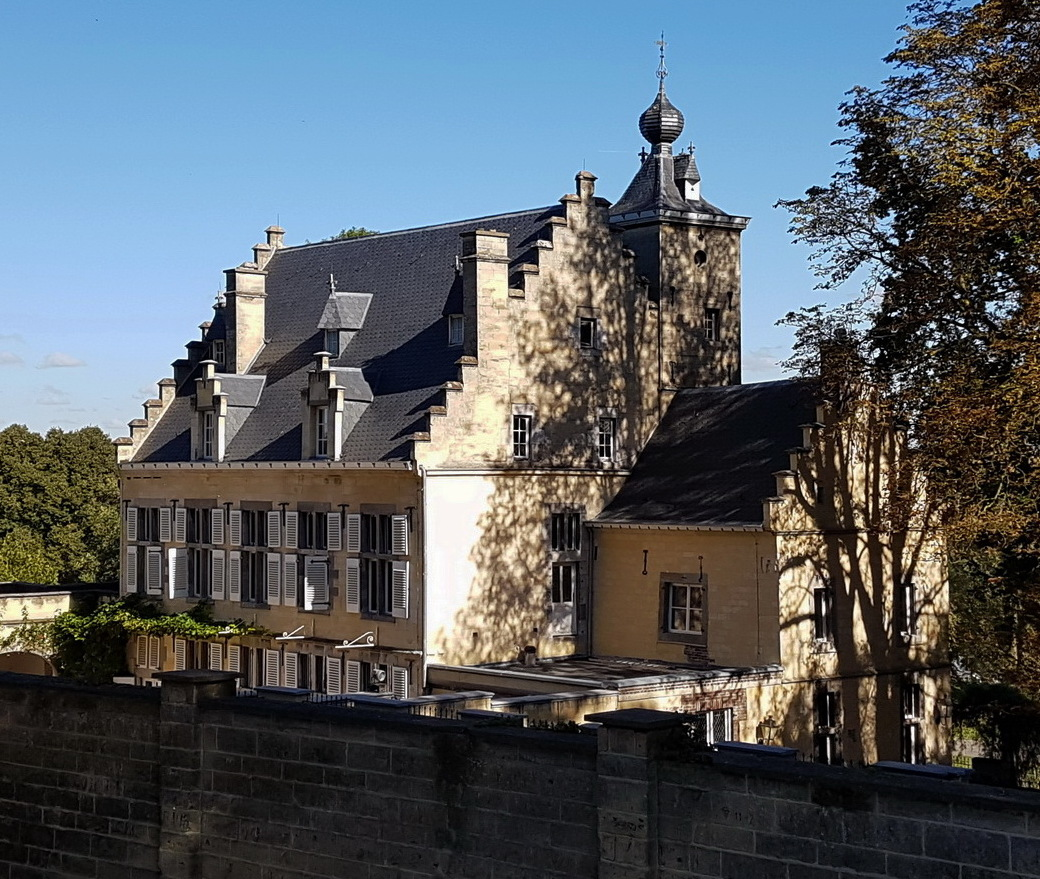
Huis de Torentjes
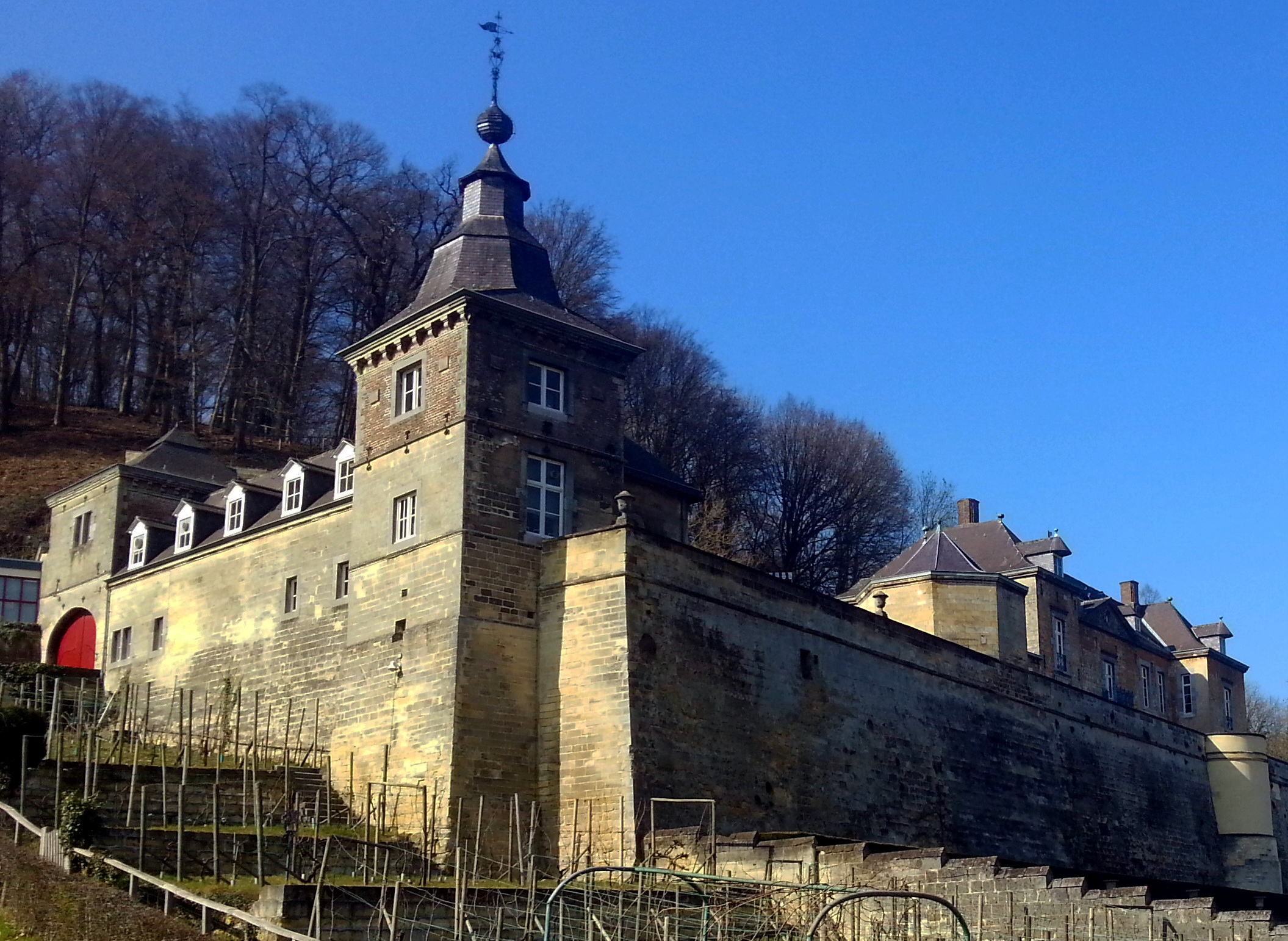
Kasteel Neercanne
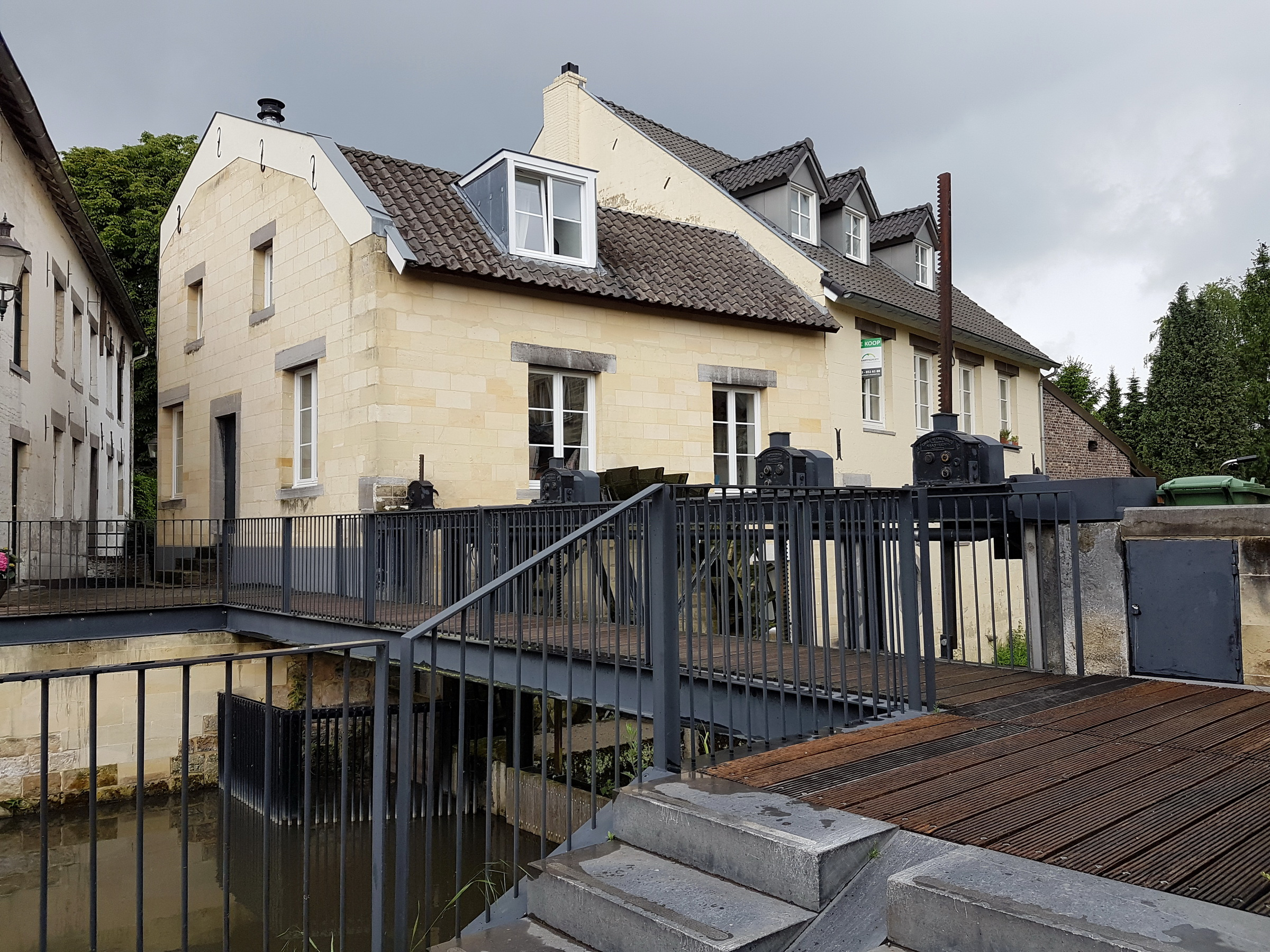
Molen van Lombok

Villa's

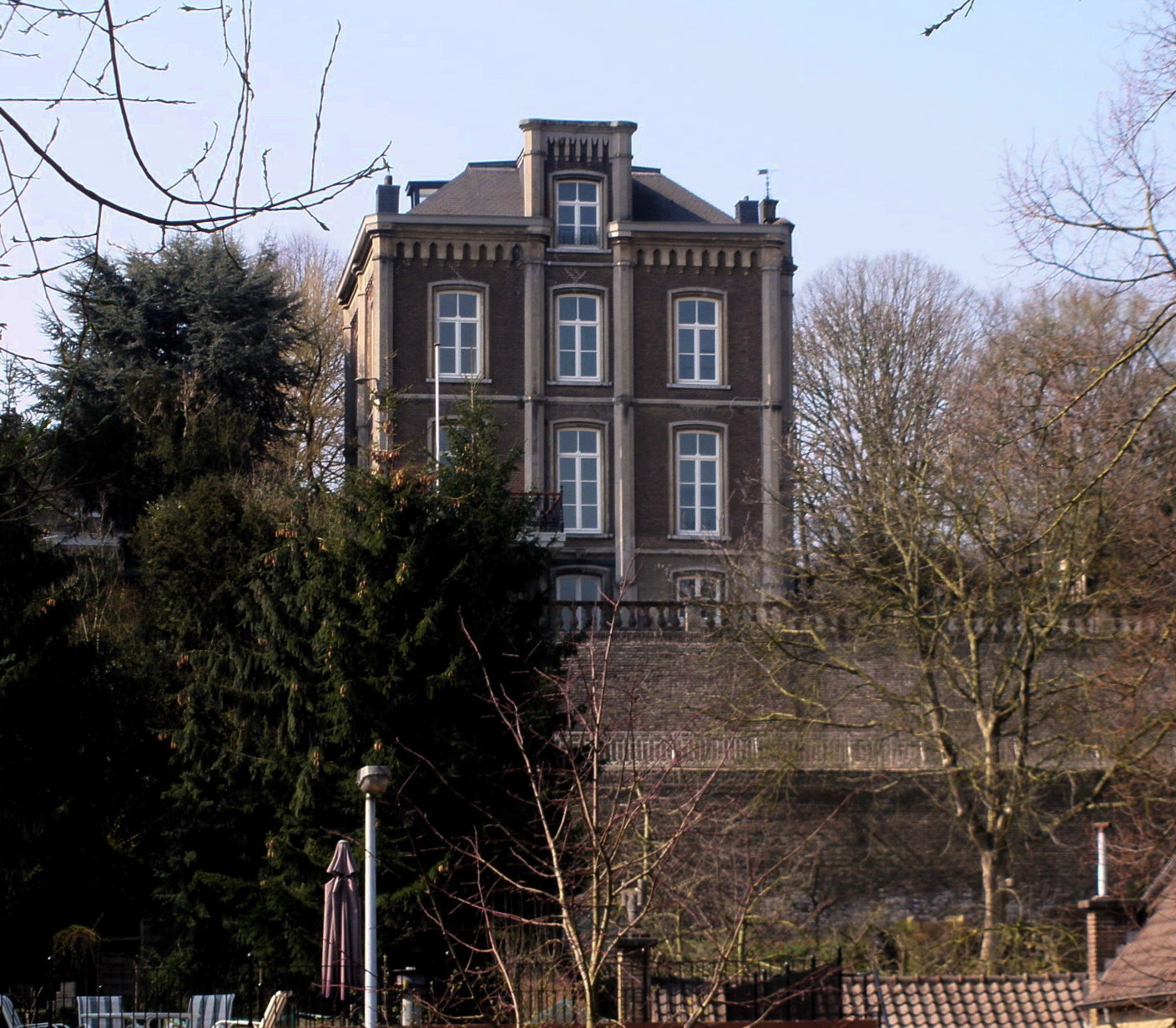
Villa Maaszicht, Sint Pieter
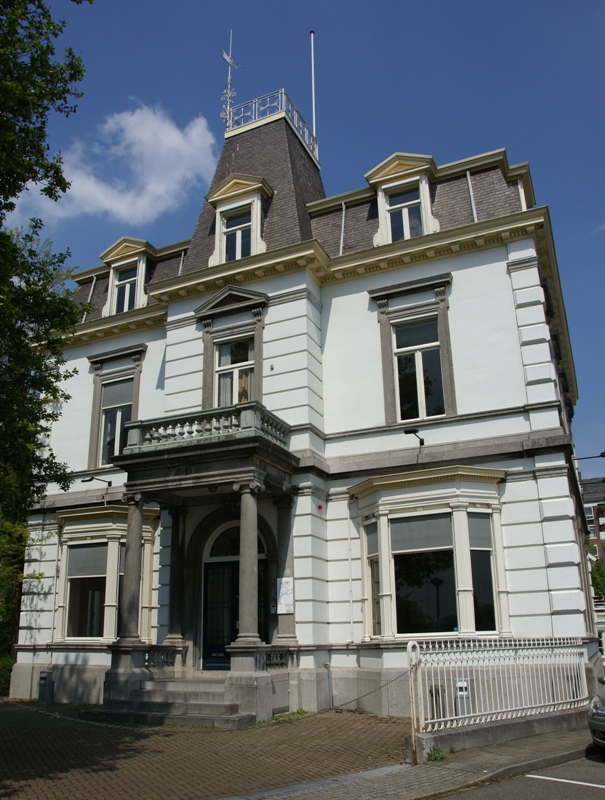
Villa Lhoest, Blekerij
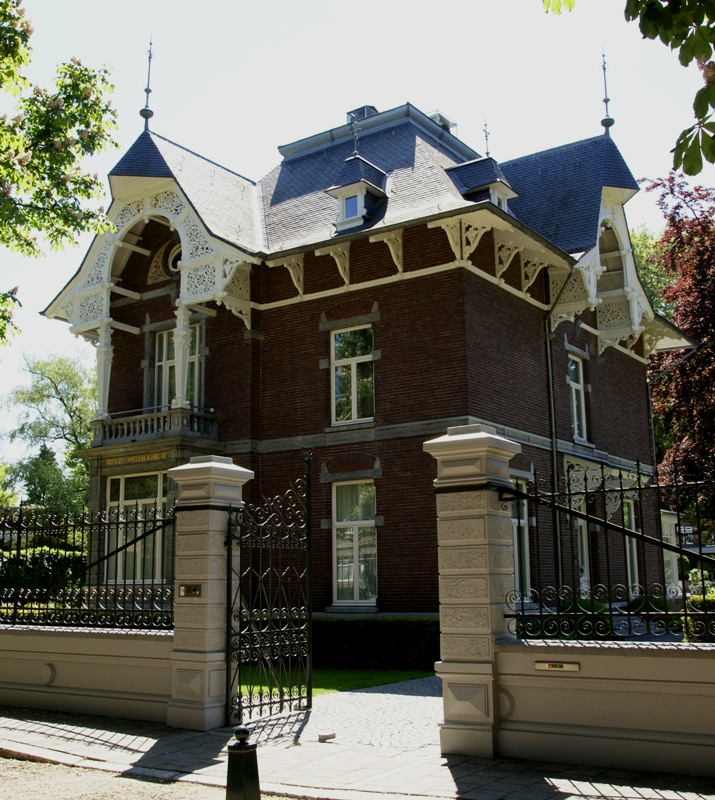
Villa Wilhelmina, Villapark
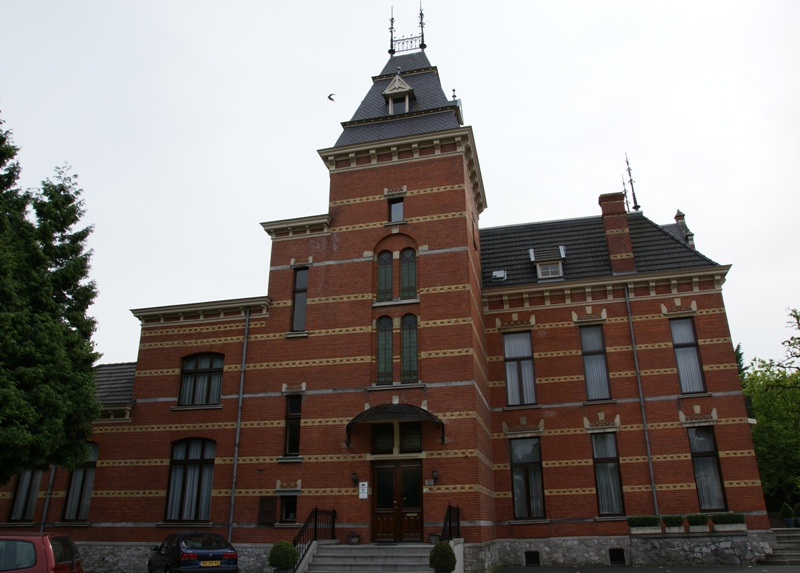
Villa Maya, Villapark

Kerken

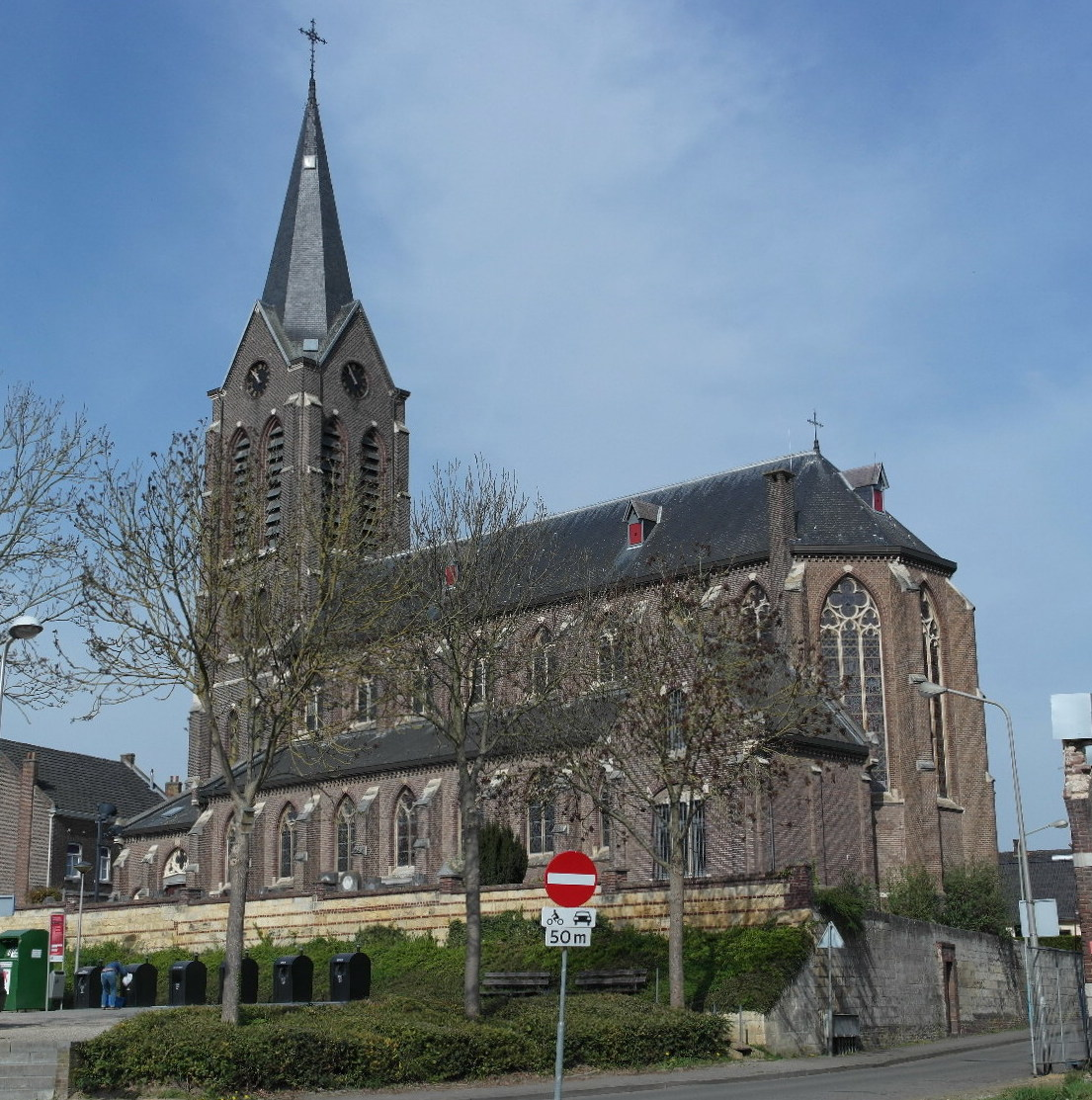
Sint-Petrus-en-Pauluskerk
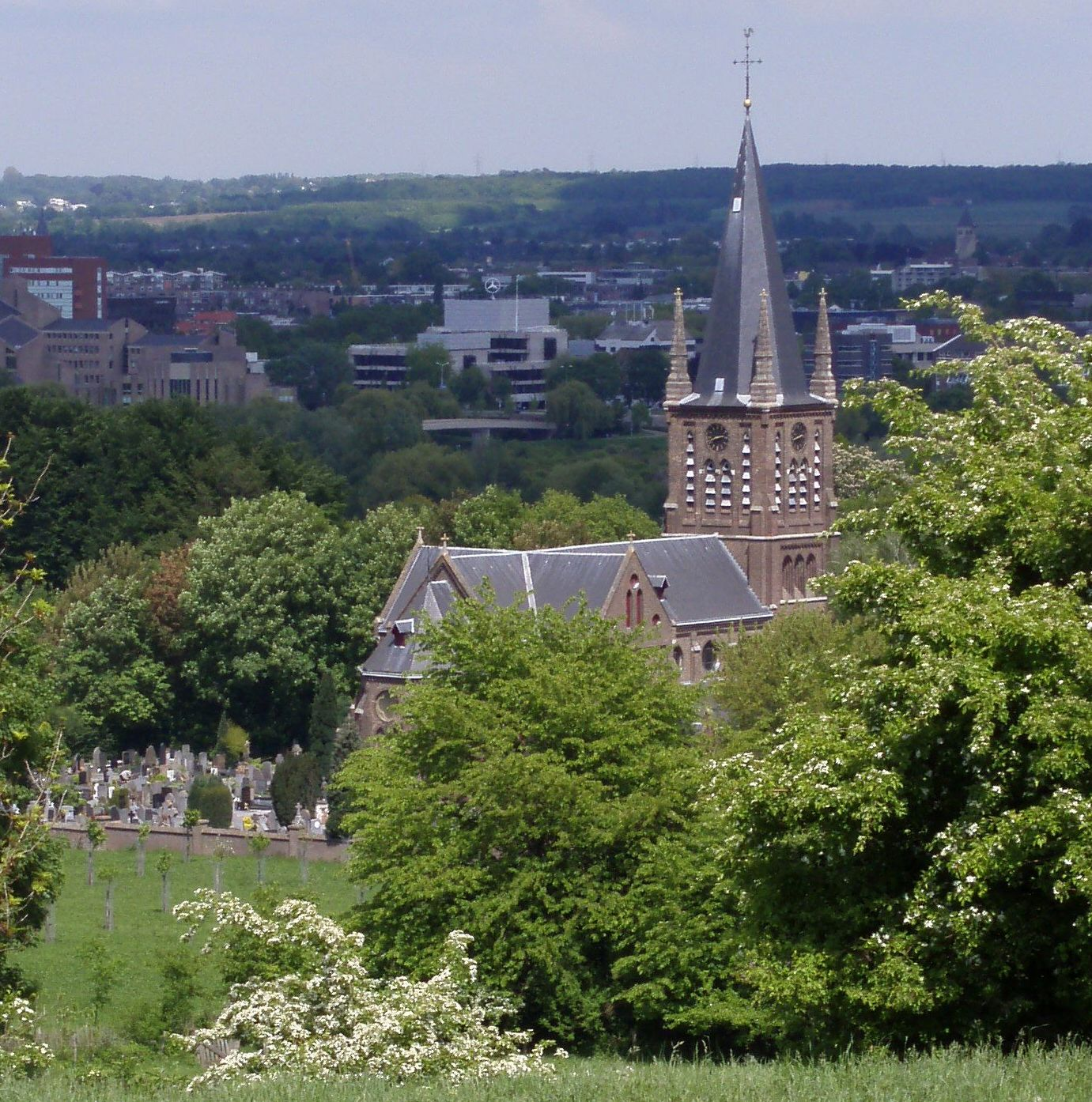
Kerk van Sint-Pieter boven
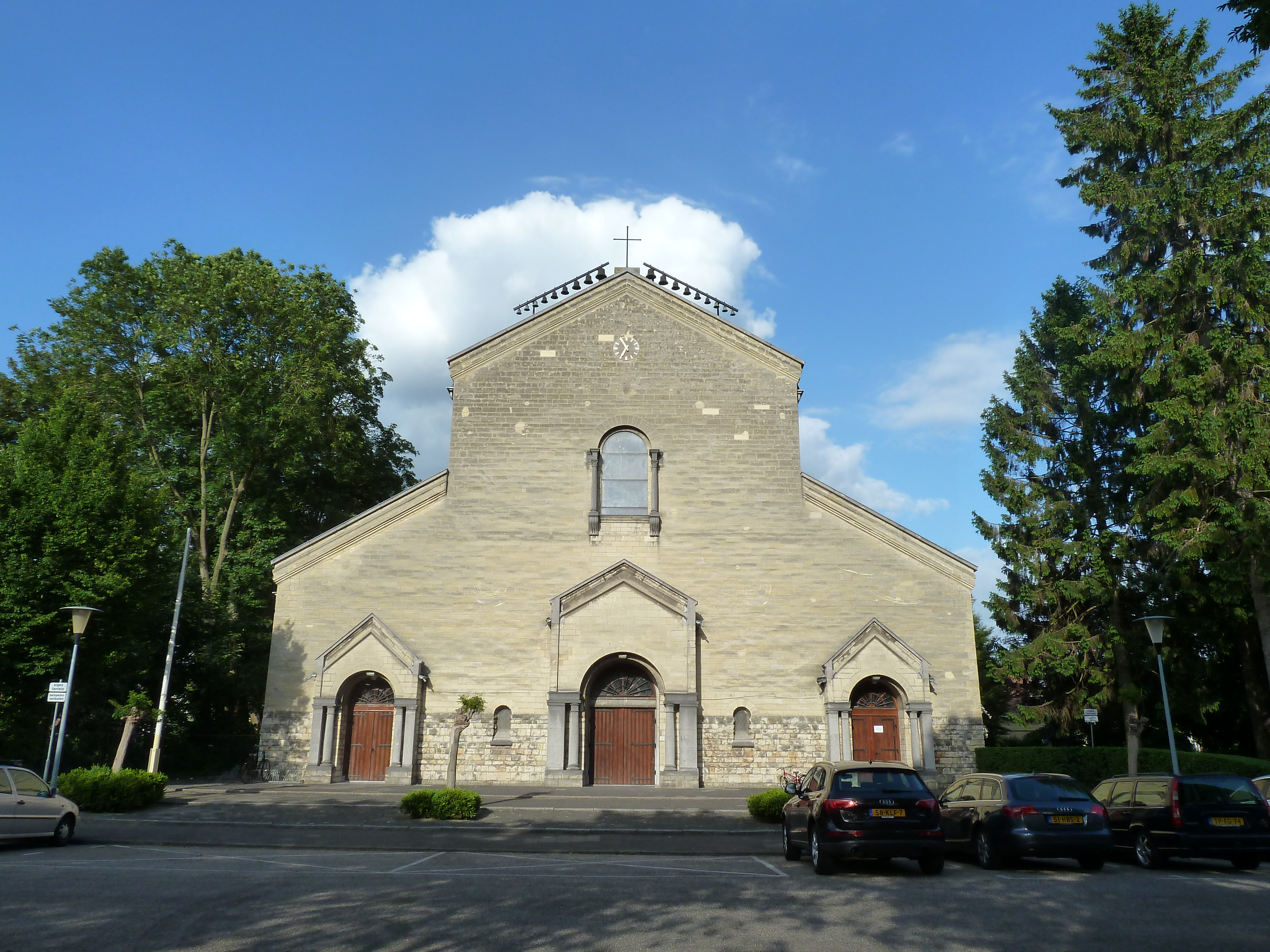
Kerk van Sint-Pieter beneden
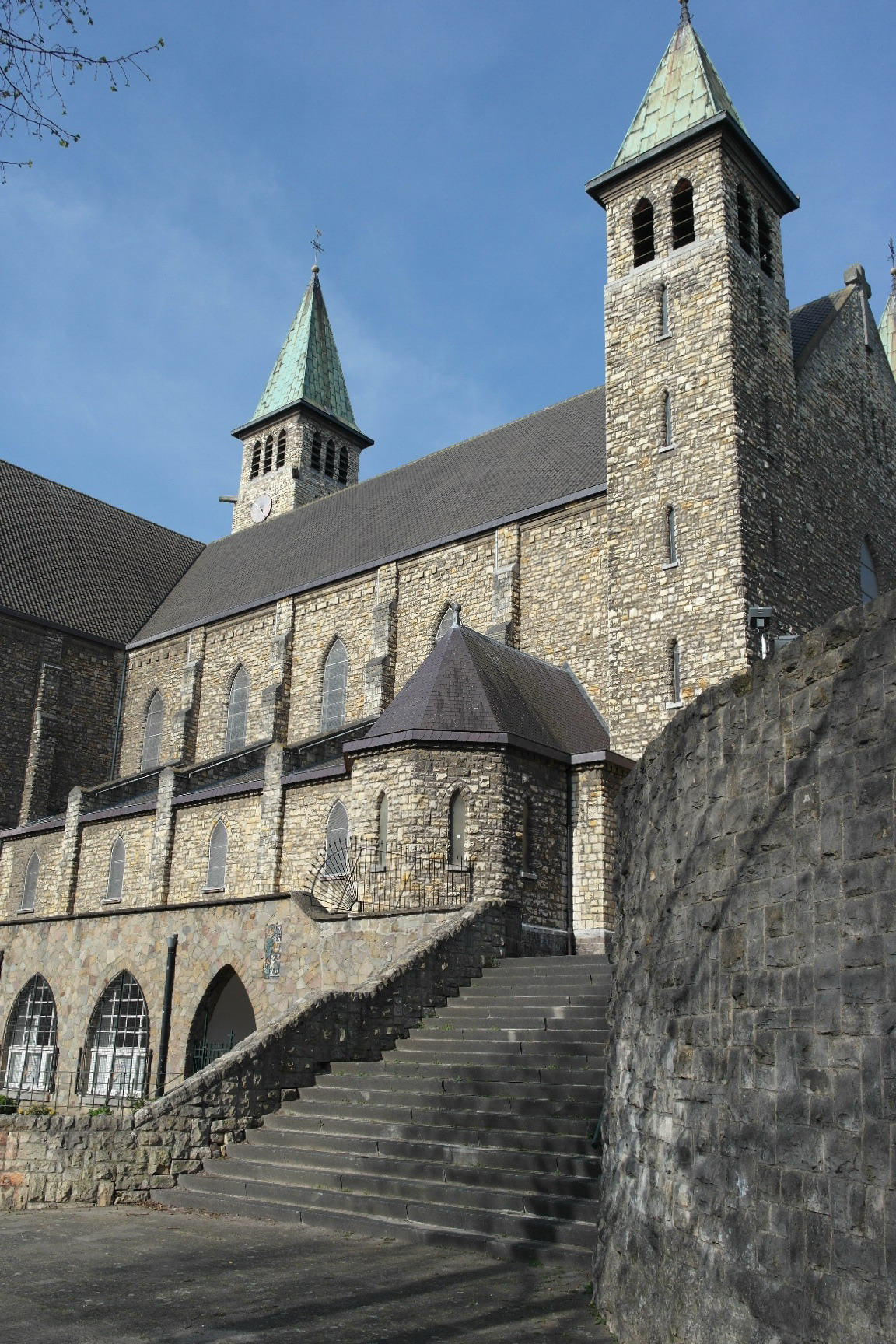
Sint-Theresiakerk

Militair erfgoed

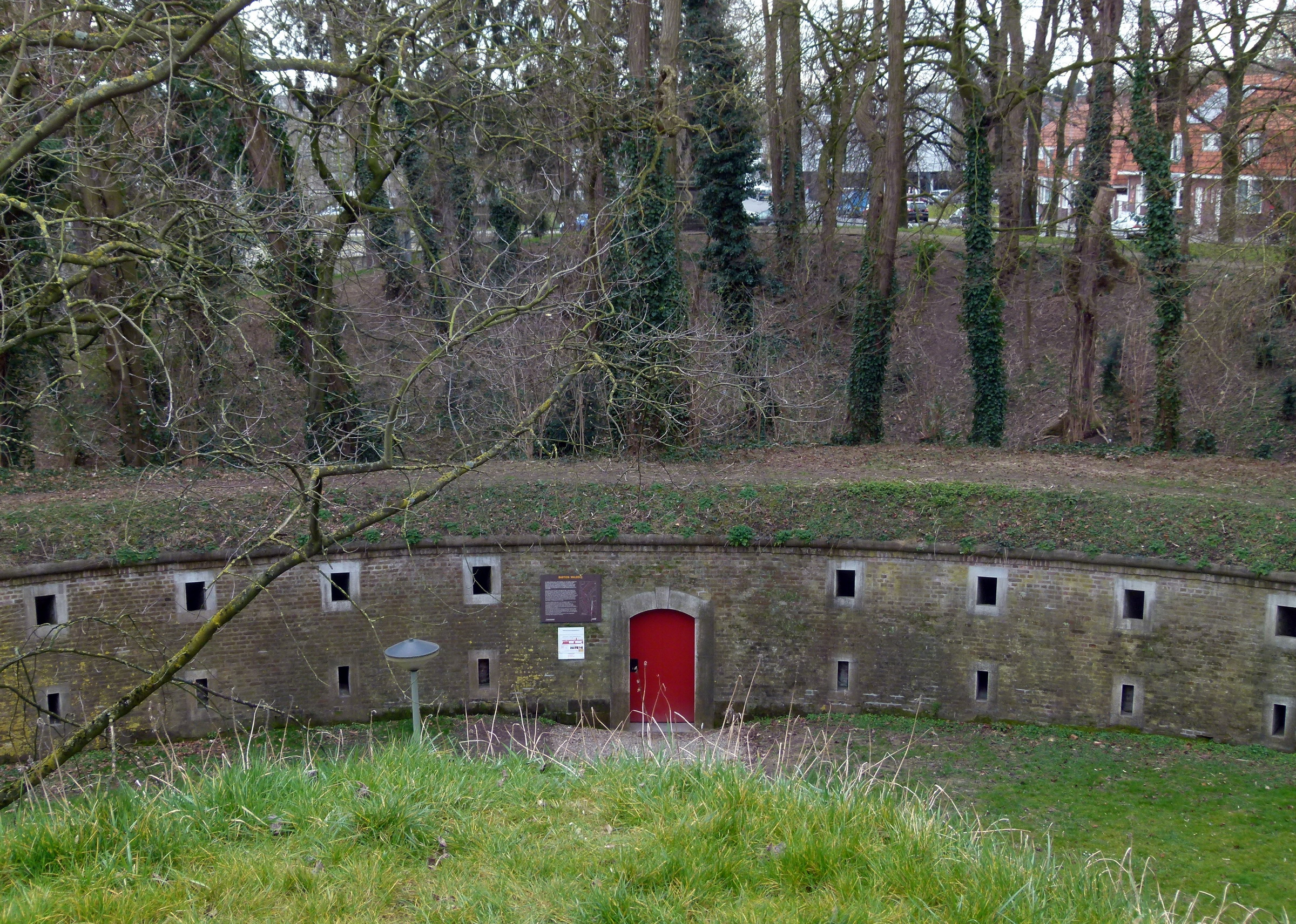
Waldeckbastion
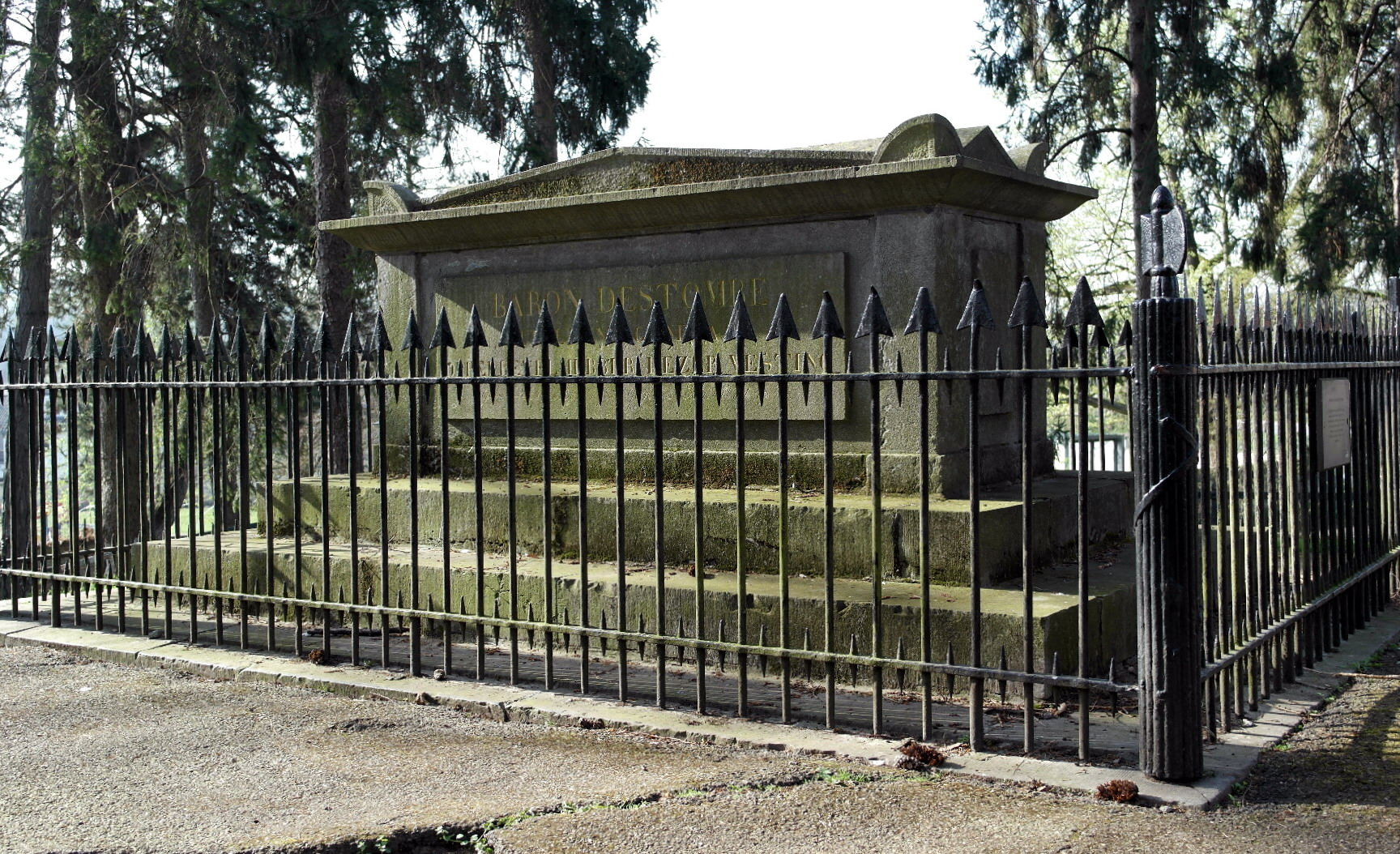
Grafmonument Des Tombe
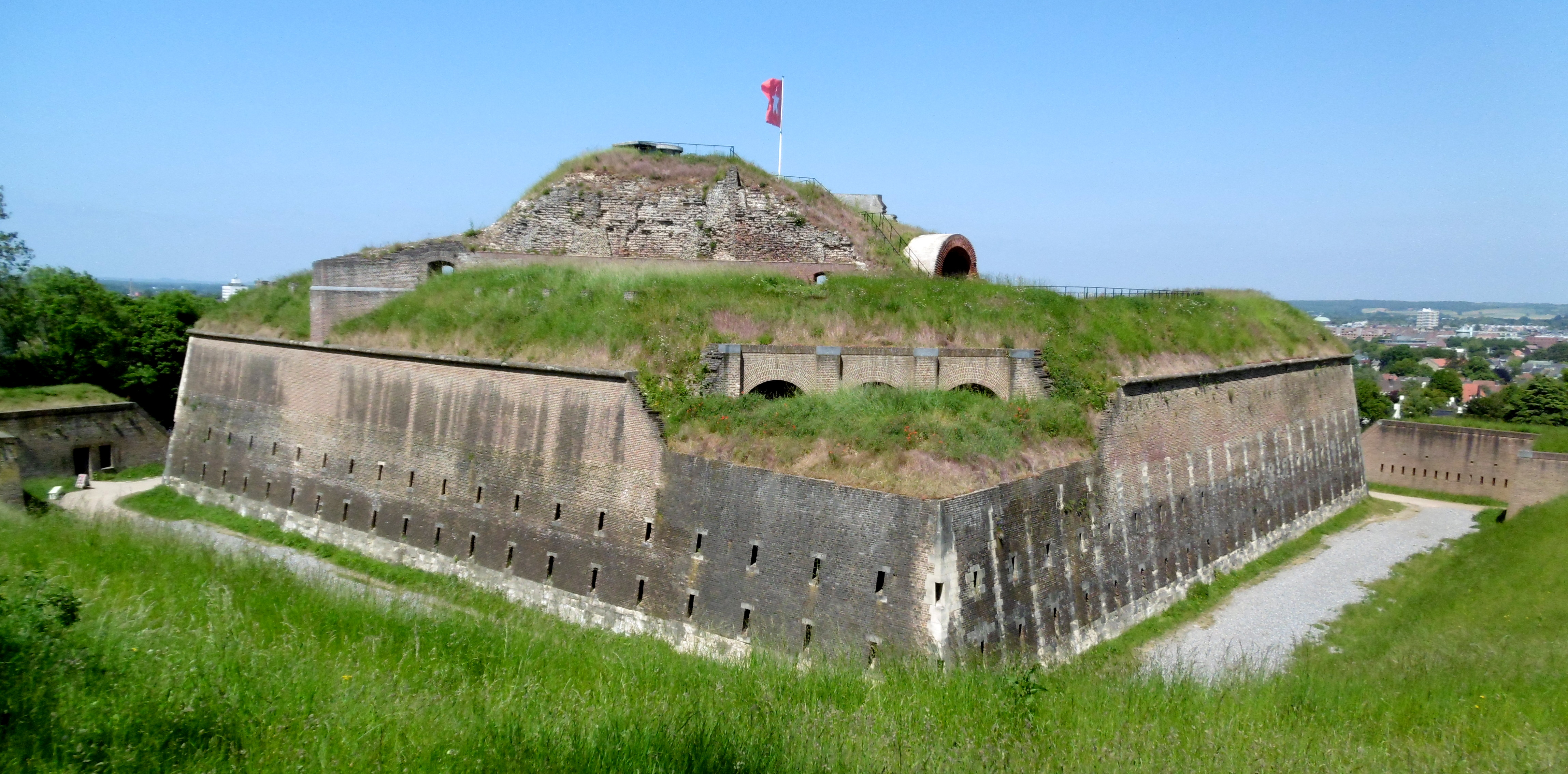
Fort Sint Pieter
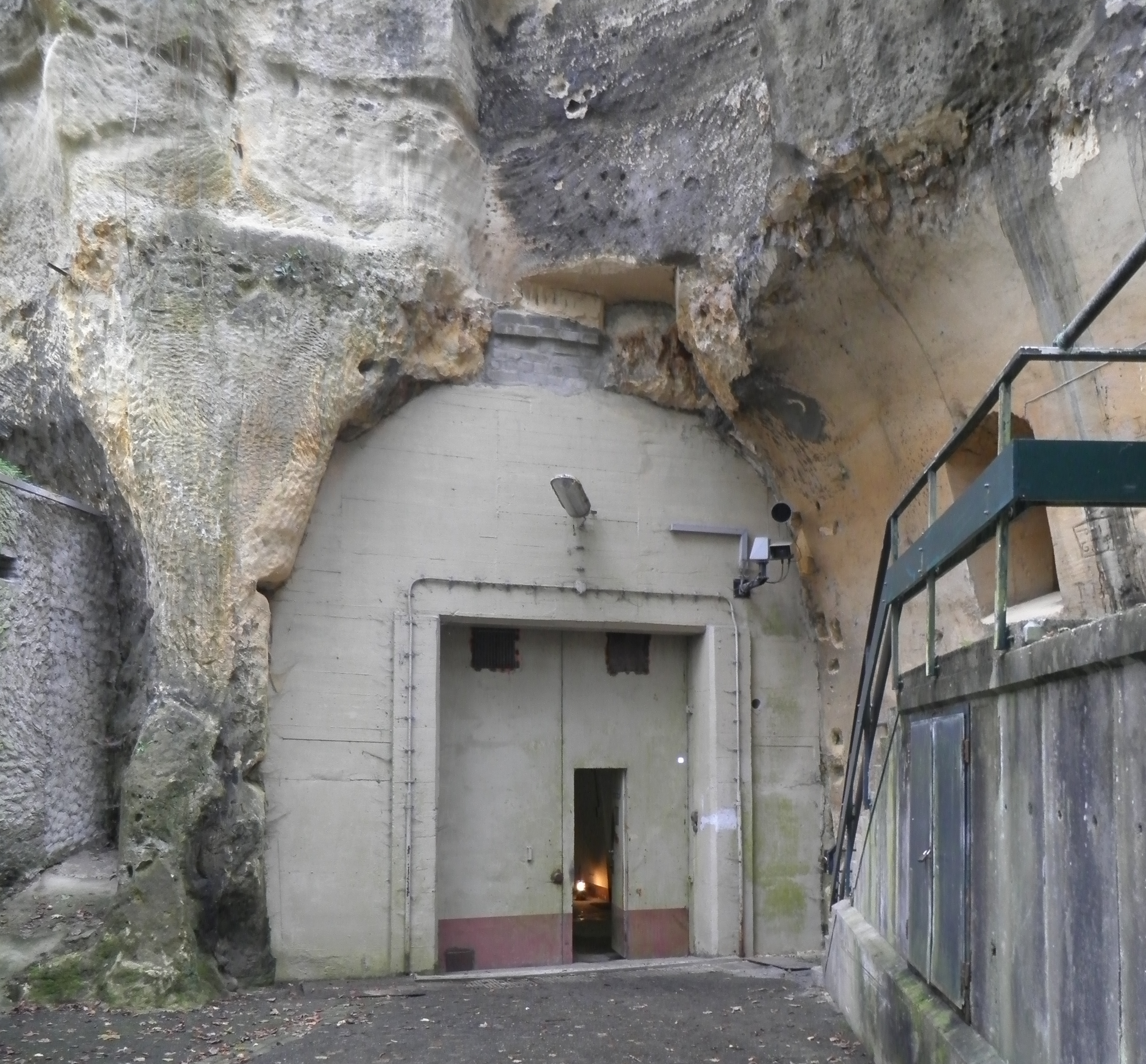
NAVO-hoofdkwartier Cannerberg